# Naoya Hatakeyama
Naoya Hatakeyama (jap. 畠山 直哉, Hatakeyama Naoya; * 19. März 1958 in Rikuzentakata, Präfektur Iwate, Japan) ist ein japanischer Fotograf.

## Leben
Hatakeyama studierte an der Universität Tsukuba in der Fakultät für Kunst, wechselt jedoch nach einem Fotokurs bei Kiyoji Otsuji zur Fotografie. Es folgten weiterführende Studien in Kunst und Design, die er 1980 abschloss. 1984 beendete er das Postgraduiertenstudium an der Tsukuba University, Ibaraki. Bereits 1983 hat er eine erste Einzelausstellung in Tokyo, wo er seitdem lebt. 1996 nahm er als Resident Artist am Djerrasi Resident Artists Program in Kalifornien, USA, teil.
Seine Fotos zeigen schwer verletzte Landschaften, zerschlissene Berghänge und endlose Stadtwüsten, niemals Menschen. Er klagt nicht an, kommentiert nicht. Der Ursprung seiner Arbeiten ist wohl in dem Umstand begründet, dass er aus seiner Geburtsstadt im ländlich strukturierten Norden Japans zum Studium nach Tokio wechselte. In der japanischen Hauptstadt herrscht drangvolle Enge, Natur hat keinen Platz. Grün wird allenfalls als dekoratives Element benutzt, kunstvoll vom Menschen in Szene gesetzt.
Im Jahr 1996 wurde Naoya Hatakeyama mit dem Kimura Ihei Shashin-shō (木村伊兵衛写真賞, dt. „Kimura-Ihei-Fotografiepreis“, engl. Kimura Ihei Memorial Award of Photography) ausgezeichnet, der bedeutendsten Anerkennung für künstlerische Fotografie in Japan.
In Deutschland hat Hatakeyama im Jahr 2003 unter anderem die Sprengung der Zeche Westfalen I/II fotografiert. Bilder davon und weitere finden sich über den unten angegebenen Weblink zur L. A. Galerie.

## Öffentliche Sammlungen (Auswahl)
- Japan
  - MOMAT The National Museum of Modern Art, Tokio
  - Mori Art Museum, Tokio
- Niederlande
  - Huis Marseille, Museum for Photography, Amsterdam
- Spanien
  - CGAC - Centro Galego de Arte Contemporánea, Santiago de Compostela

## Ausstellungen (Auswahl)
1981
- Camera Works Exhibition at University of Tsukuba, Universität Tsukuba, Ibaraki, Japan

1982
- 15 Contemporary Photographic Expressions, Universität Tsukuba, Ibaraki, Japan

1983
- Photography, Gallery Miyazaki, Osaka, Japan

1985
- Paris, New York, Tokyo, Tsukuba Museum of Photography 1985, Ibaraki, Japan
- Fotografía Japonesa Contemporanea, La Casa Elizalda, Barcelona, Spanien

1988
- Contemporary Photographs from Japan, Columbia College, Chicago, USA
- Tama Vivant ’88, Seed Hall, Tokio, Japan

1989
- The 9th Hara Annual, Hara Museum of Contemporary Art, Tokio, Japan
- Orientalism, White Museum, International Design Exposition, Nagoya, Japan
- A Selection of Photographs on the Sea, Shimonoseki City Art Museum, Yamaguchi, Japan
- Japanese Contemporary Photography – Twelve Viewpoints, Tokyo Metropolitan Museum of Photography / Pavillon des Arts, Paris, Frankreich

1991
- Contemporary Photography 14 Japanese, Mitsukoshi, Nihonbashi, Tokio
- Orientalism, Zeit-Foto Salon, Tokio
- Vach’ image, Saint Gervais Geneve mjc, Genf, Schweiz
- make-believe, The Photographers’ Gallery, London, Großbritannien

1992
- Matrix of Photography 3, Kawasaki City Museum, Kanagawa, Japan

1993
- In die Felsen bohren sich Zikadenstimmen – Zeitgenössische japanische Photographie, Kunsthaus Zürich, Schweiz

1994
- Liquid Crystal Futures, The Fruitmarket Gallery, Edinburgh, Großbritannien
- Desert of Desires, Spiral Garden, Tokio, Japan
- Kawasaki Monuments, Kawasaki City Museum, Kanagawa, Japan

1995
- Another Reality: Aspects of Contemporary Photography, Kawasaki City Museum, Kanagawa, Japan

1996
- LAND OF PARADOX, Photographic Resource Center, Boston, USA
- Ideal Standard Life, Spiral Garden, Tokio, Japan
- New Japanese Photography in 1990’s: The Resonance of Unconsciousness, Yokohama Civic Art Gallery, Kanagawa, Japan

1997
- LAZUR (Naoya Hatakeyama, Yoshihisa Otani), Delta-Mirage, Tokio, Japan
- City images in Photography from the Museum Collection, Nationalmuseum für moderne Kunst, Tokio, Japan
- LUST UND LEERE : Japanische Photographie der Gegenwart, Kunsthalle Wien, Österreich
- SURFACE EXPOSED: Photography in Art of the 90’s, Museum of Contemporary Art, Tokio, Japan
- Art is Fun 8: WAYS OF (RE)PRODUCTION, Hara Museum ARC, Gunma, Japan

1998
- Photography Today: The Absence of Distance, The National Museum of Modern Art, Tokio
- A prova de Agua | Waterproof, The Belem Cultural Center, Lissabon, Portugal
- Asia City, The Photographers’ Gallery, London, Großbritannien
- 21st Anniversary Zeit-Foto, Artspace Shimoda, Tokio, Japan
- Speed, The Photographers’ Gallery, London, Großbritannien
- Et Maintenant ? Donai Yanen ! La creation contemporaine au Japon, Ecole Nationale Superieure des Beaux-Arts, Paris, Frankreich

1999
- Otsuji Kiyoji and 15 Photographers, Zokei Universität, Tokio, Japan
- Modena per la Fotografia 1999, Galleria Civica di Modena, Italien
- Wohin kein Auge reicht, Triennale der Photographie, Deichtorhallen, Hamburg
- The Locus of Kimura Ihei Memorial Award of Photography 1975-1999, Kawasaki City Museum, Japan
- Toyo Ito / Blurring Architecture, Suermondt-Ludwig-Museum, Aachen

2000
- Serendipity: Photography, video, experimental film and multimedia installation from Asia, The Japan Foundation Forum, Tokio, Japan
- -scape:, Masataka Hayakawa Gallery, Tokio, Japan
- Yume no Ato – Zeitgenössische Kunst aus Japan, Haus am Waldsee Berlin / Staatliche Kunsthalle Baden-Baden
- The 16th Higashikawa Awardees’ Exhibition, Higashikawa Cultural Gallery, Hokkaido, Japan

2001
- Bauart. Die Kunstsammlung der Heidelberger Zement AG, Kurpfälzisches Museum der Stadt Heidelberg
- Fa s t and Slow, The 49th Venice Biennale of Art, Japan pavilion (with Masato Nakamura, Yukio Fujimoto), Italien
- La Espiritualidad del Vacío, Fundación Bancaja, Valencia, Spanien
- Out of Japan, Canon Photography Gallery, Victoria & Albert Museum, London, Großbritannien
- Monets Vermächtnis – Serie, Ordnung und Obsession, Hamburger Kunsthalle
- New Heimat, Frankfurter Kunstverein
- Urban Pornography, The Artist Space, New York City, USA

2002
- The Unfinished Century: Legacies of 20th Century Art, The National Museum of Modern Art, Tokio, Japan
- Naoya Hatakeyama, Kunstverein Hannover / Kunsthalle Nürnberg / Huis Marseille, Amsterdam, Niederlande
- Episode, Mead Gallery at Warwick Arts Centre, University of Warwick, Großbritannien
- Orte des Unsichtbaren: Medienkünstler aus Japan und Korea, Japanisches Kulturinstitut Köln
- Twelve Japanese Artists from the Venice Biennale 1952-2001, Contemporary Art Center, Art Tower Mito, Japan
- DER BERG, Heidelberger Kunstverein, Deutschland

2003
- X Biennale Internazionale di Fotografia, Turin, Italien
- Timeframes Japan Society, New York City, USA
- L’attitude Bryce Wolkowitz Gallery, New York City, USA
- Kokoro no Arika, Location of the Spirit – Contemporary Japanese Art Exhibition, Ludwig-Museum zeitgenössischer Kunst, im Gebäude des Müpa Budapest, Budapest, Ungarn
- Kokoro no Arika, Location of the Spirit – Contemporary Japanese Art Exhibition, Moscow Museum of Modern Art, Russland
- Consuming Nature – MoCP, The Museum of Contemporary Photography, Chicago, USA
- L’Attitude, Bryce Wolkowitz Gallery, New York City, USA
- shan shui, Aura Gallery, Shanghai, China
- Beyond the Flaneur, Ise Cultural Foundation, NY gallery, New York City, USA
- Xogos de escala, CGAC – Centro Galego de Arte Contemporánea, Santiago de Compostela
- The History of Japanese Photography, Museum of Fine Arts Houston, Houston, TX
- Künstler der Galerie – L.A. Galerie – Lothar Albrecht, Frankfurt am Main, Deutschland
- JAPAN – Keramik und Fotografie – Tradition und Gegenwart, Deichtorhallen, Hamburg
- Gallery Artists, Taka Ishii Gallery, Tokio, Japan

2004
- Naoya Hatakeyama, Huis Marseille stichting voor fotografie, Amsterdam, Niederlande
- Naoya Hatakeyama (Japan), Atmos – L.A. Galerie – Lothar Albrecht, Frankfurt am Main
- Naoya Hatakeyama, C/O Berlin, Deutschland
- Do you believe in reality?, Taipei Biennial 2004, Taipeh, China
- 26° Bienal de São Paulo - Bienal de São Paulo, São Paulo, Brasilien
- 10 Year Anniversary Exhibition, Taka Ishii Gallery, Tokio, Japan
- Roppongi Crossing – New Visions in Contemporary Japanese Art 2004, Mori Art Museum, Tokio, Japan

2005
- Naoya Hatakeyama – Photographien der vergänglichen Welt, Kunsthalle St. Annen, Lübeck
- Landschaft als Metapher, Gruppenausstellung, Ursula Blickle Stiftung, Kraichtal-Unteröwisheim, Deutschland
- The suspended moment – Le temps suspendu, Crac Alsace, Altkirch, Frankreich
- Das verlorene Paradies – Die Landschaft in der zeitgenössischen Photographie, Opelvillen, Rüsselsheim, Deutschland
- Multiple Räume (2): Park – Zucht und Wildwuchs in der Kunst, Staatliche Kunsthalle Baden-Baden

2006
- Naoya Hatakeyama, Taka Ishii Gallery, Tokio, Japan
- Eleven Contemporaries, Michael Hoppen Contemporary, London, Großbritannien
- Tunnel Vision, Fotomuseum Antwerpen, Belgien
- Spectacular City: Photographing the Future, Netherlands Architecture Institute (NAI), Rotterdam, Niederlande
- El momento suspendido, Colección H&F - MARCO Museo de Arte Contemporánea de Vigo, Spanien

2007
- Eyes of an Island – Japanese Photography 1945-2007, Michael Hoppen Gallery, London, Großbritannien
- Beautiful New World, Long March Foundation, Peking, China
- Global Cities, Tate Modern, London, Großbritannien
- Neue Asiatische Kunst. Thermocline of Art, Zentrum für Kunst und Medientechnologie (ZKM), Karlsruhe
- Mapas, Cosmogonias e Puntos de Referencia, CGAC - Centro Gallego de Arte Contemporánea, Santiago de Compostela, Spanien
- Spectacular City – Architekturfotografie, NRW-Forum Kultur und Wirtschaft, Düsseldorf
- The Suspended Moment, Z33, Hasselt, Belgien

2008
- Ciel Tombé, Taka Ishii Gallery, Tokio, Japan
- Asian Dub Photography, Fondazione Cassa di Risparmio di Modena, Italien
- Water in Photography, Huis Marseille stichting voor fotografie, Amsterdam, Niederlande
- Balthasar Burkhard & Naoya Hatakeyama, Museum der Moderne Salzburg Mönchsberg, Salzburg, Österreich
- Heavy Light: Recent Photography and Video from Japan, International Center of Photography (ICP), New York City, USA
- Another Landscape – From Mori Art Collection, Mori Art Museum, Tokio, Japan
- For the Spirit – From the UBS Art Collection, Mori Art Museum, Tokio, Japan

2009
- Naoya Hatakeyama – Maquettes/Light, Taka Ishii Gallery, Kyoto, Japan

## Lexikalischer Eintrag
- Hans-Michael Koetzle: Fotografen A-Z. Taschen Deutschland, 2015, ISBN 978-3-8365-5433-6